# 凱薩造船廠
凱薩造船廠（英語：Kaiser Shipyards）是第二次世界大戰期間位於美國西海岸的七個主要造船廠。這些造船廠歸凱薩造船公司所有，該公司由美國實業家亨利·約翰·凱薩於1939年創建。
其中四個凱薩造船廠位於加利福尼亞州里士滿，被稱為里士滿造船廠。另外三個造船廠位於太平洋西北地區哥倫比亞河和威拉米特河沿岸：俄勒岡造船公司和俄勒岡州波特蘭的天鵝島造船廠，以及華盛頓州溫哥華的溫哥華造船廠。
凱薩造船廠總共建造了1,490艘船舶，佔美國海事委員會船舶總建造量的27%。凱薩造船廠的船舶所需完工時間是所有其他造船廠的三分之二，成本是其他造船廠的四分之一。自由輪通常需要兩週多一點的時間組裝完畢。
凱薩造船廠在第二次世界大戰結束時關閉。

## 伸延閱讀
- Johnson, Marilynn S. . Berkeley: University of California Press. 1993. ISBN 0-520-08191-9.
- Lee, Warren F.; Lee, Catherine T. . Albuquerque, NM: Belvidere Delaware Railroad Co. Enterprises. 2000. ISBN 0-9675646-0-3.

## 外部連結
- History.com 的存檔，存档日期October 10, 2007，.
- Kaiser Vancouver (WA) & Portland (OR) Yards
- NPS article on Bay Area shipbuilding 的存檔，存档日期December 11, 2006，.
- Rosie the Riveter Trust
- A guide to the Permanente Metals Corporation photograph album, 1941-1945